# 李愚
李愚（866年—935年），初名李晏平，字子晦，出身趙郡李氏西祖房，渤海無棣人。
曾祖李如林，皇太学博士，累赠尚书右丞。祖李遵甫，皇应进士举，累赠兵部尚书。烈考李瞻，皇协律郎，累赠太子少傅。
謹重寡言，好學，為古文。因崇拜春秋时期政治家晏子，为自己取名李晏平（“平”即晏子谥号）。天复三年（903年），朱全忠预谋篡唐，李愚避难太行山。天祐三年（906年），举进士，四年首登宏词科，授河南府参军。秩满，屏居伊阙之别墅。梁末帝时，除秘书省著作佐郎。当时相国赵光逢监修国史，他被選入直史馆修史。逾两月，授左拾遗，寻转尚书膳部员外郎，赐绯鱼袋，充崇政院学士。又加紫金魚袋，轉司勋员外郎，依前充学士。为权臣李振所排，出为陈许观察判官，检校都官郎中，兼侍御史。逾岁，移授唐邓观察判官。
后唐庄宗灭梁后，授尚书主客郎中，又以本官充翰林学士，一年后，加知制誥。因平蜀有功，升任中书舍人。
明宗即位，充翰林学士承旨，又命权知贡举。加尚书礼部侍郎，依前学士承旨，又迁兵部侍郎，依前学士承旨。寻封平棘县开国男，食邑三百户。天成元年（926年）六月擔任太常卿。长兴二年（931年）春，唐明宗拜李愚为中书侍郎、同平章事、集贤殿大学士，进封开国子，加食邑二百户。转门下侍郎、平章事、监修国史，进封开国伯，加食邑二百户，又加金紫光禄大夫，依前门下侍郎兼吏部尚书、平章事、监修国史。进封开国侯，加食邑三百户，又加尚书右仆射，兼门下侍郎、平章事、监修国史。进封开国公，加食邑三百户，食实封壹百户。寻加特进，依前尚书右仆射兼门下侍郎、平章事，充太微宫使，弘文馆大学士，通前食邑二千户，食实封贰百户。清泰元年冬，迁尚书左仆射。
李愚在後唐愍帝時官至宰相，家徒四壁，床上只有舊氈破席。李愚才幹平庸，行事迂阔，凡事唯唯諾諾。帝稱之：“此粥飯僧爾。”應順元年（934年），任弘文館大學士。清泰二年（935年）九月十四日，因病而卒于洛城惠和里第，享年七十。著有《白沙集》、《创业功百传》、《庄宗朝功臣列传》三十卷。
夫人张氏，累封卫国夫人。有子四人，长曰李钧，自幼游学于外，已二纪不知所从；次曰李镕，安国军节度推官，试秘书省校书郎，乃故相国天水赵公凤之奏辟也；次曰李铎，秘书省正字；次曰李銮，应进士举。一女适河东裴峻。

## 延伸阅读
[在维基数据编辑]
 在维基文库阅读此作者作品
 《舊五代史·卷67》，出自薛居正《舊五代史》
 《新五代史/卷54》，出自歐陽修《新五代史》